# 哈尔滨道
哈尔滨道是中国天津市和平区的一条街道，东到张自忠路，西到南京路，全长2040米，宽10米。目前，哈尔滨道地区是天津市历史风貌建筑的聚集地之一，大量的名人故居坐落于此。

## 历史
哈尔滨道所在地区属于天津法租界。哈尔滨道的东段，即从大法国河坝（今张自忠路）向西至海大道（今大沽北路）段，在1861年天津法租界开辟时就被划入该租界，初期并未开发，直到1886年（清光绪二十二年）才开始修筑道路，并命名为“狄总领事路”（Rue Dillon）。哈尔滨道的中段，即从海大道（今大沽北路）至杜总领事路（今和平路）段，是在1900年（清光绪二十六年）天津法租界扩展时才划入该租界，在当年即修筑道路，并命名为“拉大夫路”（Rue Laville）。西段自杜总领事路（和平路）至甘领事路（南京路）段修建于1897年，在当时称为“贝拉扣路”（Rue de Pélacot）。二战结束以后的1946年，中华民国国民政府将三段道路合并统一命名为哈尔滨道至今。

## 现况与发展
哈尔滨道目前东北到解放北路津湾广场，西南到南京路，全长2040米，宽10米，路面面积为16600平米，为沥青路面。两侧人行道均宽5米，人行道面积为9251平米。沿途建有有中国大戏院、天津大陆银行大楼、天津原圣约瑟女校旧址、伊势丹大楼等建筑。

## 建筑
目前，哈尔滨道现存比较著名的建筑有：

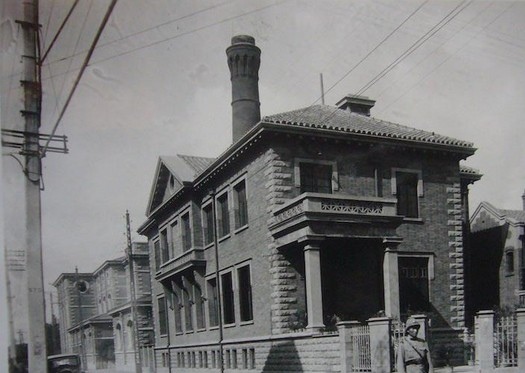
哈尔滨道上的法国电灯房旧影，现已不存在

- 天津市文物保护单位：中国大戏院，哈尔滨道104号。
- 天津市历史风貌建筑：天津大陆银行大楼，哈尔滨道70号。
- 天津市历史风貌建筑：天津原圣约瑟女校旧址，哈尔滨道182号。
- 法国电灯房，哈尔滨道228号，现已拆除。[2]

## 交汇道路
目前，与哈尔滨道相交汇的主要道路有：

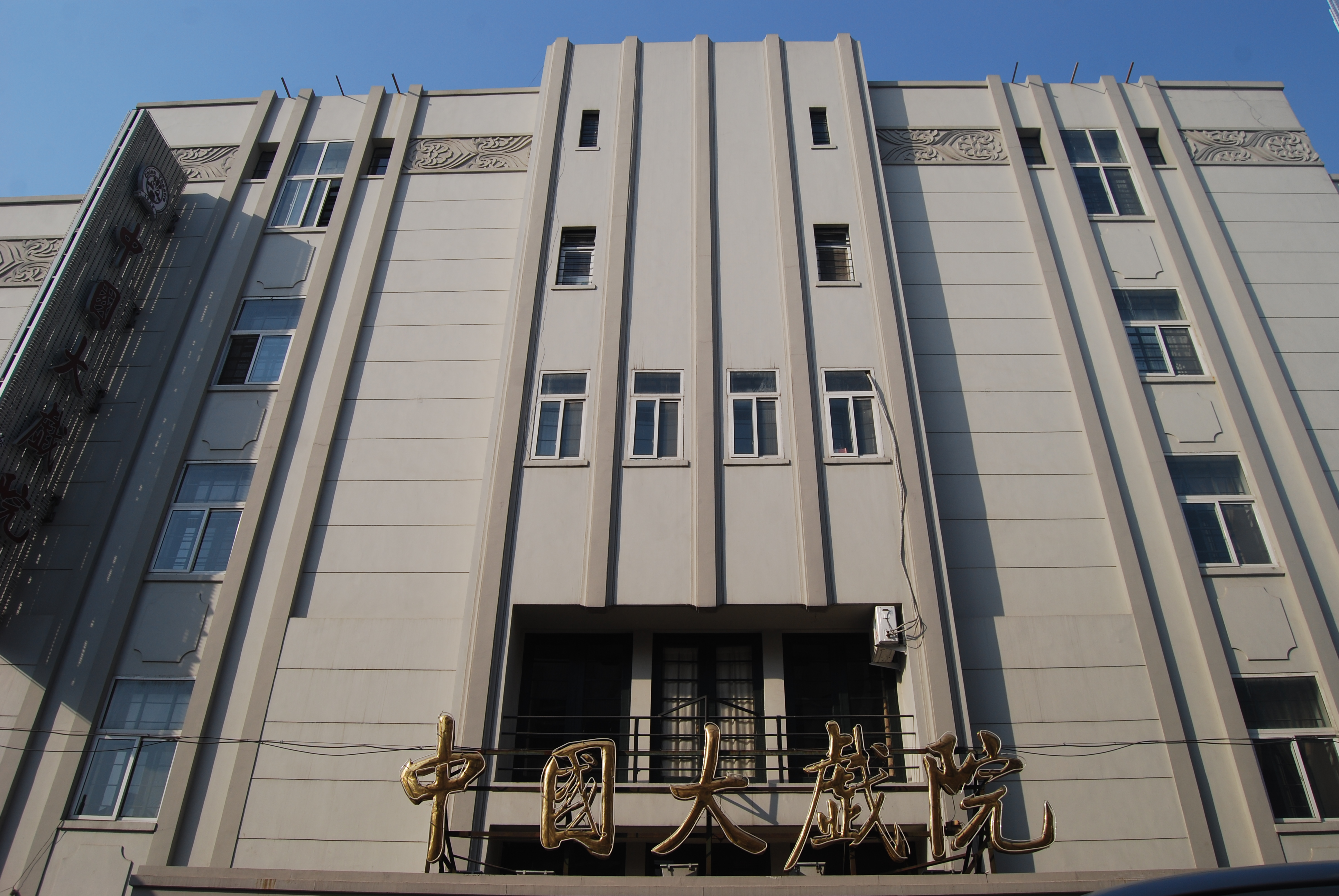
哈尔滨道与兴安路交口的中国大戏院

- 南京路 原甘总领事路（Rue G.Kahn）
- 陕西路 原狄米得城路（Rue de Dixmude）
- 山西路 原萨工程司路（Rue Sabouraud）
- 河南路 原一坡城路（Rue D'ypres）
- 河北路 原德大夫路（Rue Depasse）
- 山东路 原沙大夫路（Rue Chabaneix）
- 新华路 原樊主教路（Rue Favier）
- 辽宁路 原梅大夫路（Rue Mesny）
- 和平路 原杜总领事路（Rue de Chaylard）
- 兴安路 原毕格海路（Rue Piequerez）
- 大沽北路 原大沽路（Rue de Takou）
- 黑龙江路 原石教士路（Rue Chevrier）
- 吉林路 原巴黎路（Rue de Paris）
- 解放北路 原大法国路（Rue de France）

历史上，与哈尔滨道相交汇的道路还有：
- 合江路 原宝总领事路（Rue Henry Bourgeois）
- 张自忠路 原大法国河坝（Quai de France）

## 延伸閱讀
- （英文）O.D.Rasmussen. . 天津: 天津印字馆（1925）.
- （中文）费成康. . 上海: 上海社会科学院出版社. 1992年. ISBN 7-80515649-2.